# OR4L1
OR4L1 (англ. Olfactory receptor family 4 subfamily L member 1) – білок, який кодується однойменним геном, розташованим у людей на короткому плечі 14-ї хромосоми. Довжина поліпептидного ланцюга білка становить 312 амінокислот, а молекулярна маса — 35 264.
| 10         |  | 20         |  | 30         |  | 40         |  | 50         |
| ---------- |  | ---------- |  | ---------- |  | ---------- |  | ---------- |
| MDLKNGSLVT |  | EFILLGFFGR |  | WELQIFFFVT |  | FSLIYGATVM |  | GNILIMVTVT |
| CRSTLHSPLY |  | FLLGNLSFLD |  | MCLSTATTPK |  | MIIDLLTDHK |  | TISVWGCVTQ |
| MFFMHFFGGA |  | EMTLLIIMAF |  | DRYVAICKPL |  | HYRTIMSHKL |  | LKGFAILSWI |
| IGFLHSISQI |  | VLTMNLPFCG |  | HNVINNIFCD |  | LPLVIKLACI |  | ETYTLELFVI |
| ADSGLLSFTC |  | FILLLVSYIV |  | ILVSVPKKSS |  | HGLSKALSTL |  | SAHIIVVTLF |
| FGPCIFIYVW |  | PFSSLASNKT |  | LAVFYTVITP |  | LLNPSIYTLR |  | NKKMQEAIRK |
| LRFQYVSSAQ |  | NF         |  |            |  |            |  |            |

A: Аланін

C: Цистеїн

D: Аспарагінова кислота

E: Глутамінова кислота

F: Фенілаланін

G: Гліцин

H: Гістидин

I: Ізолейцин

K: Лізин

L: Лейцин

M: Метіонін

N: Аспарагін

P: Пролін

Q: Глутамін

R: Аргінін

S: Серин

T: Треонін

V: Валін

W: Триптофан

Кодований геном білок за функціями належить до рецепторів, g-білокспряжених рецепторів, білків внутрішньоклітинного сигналінгу. 
Локалізований у клітинній мембрані, мембрані.